# Bursera glauca
Bursera glauca là một loài thực vật có hoa trong họ Burseraceae. Loài này được Griseb. mô tả khoa học đầu tiên năm 1866.